# Monte Marapi

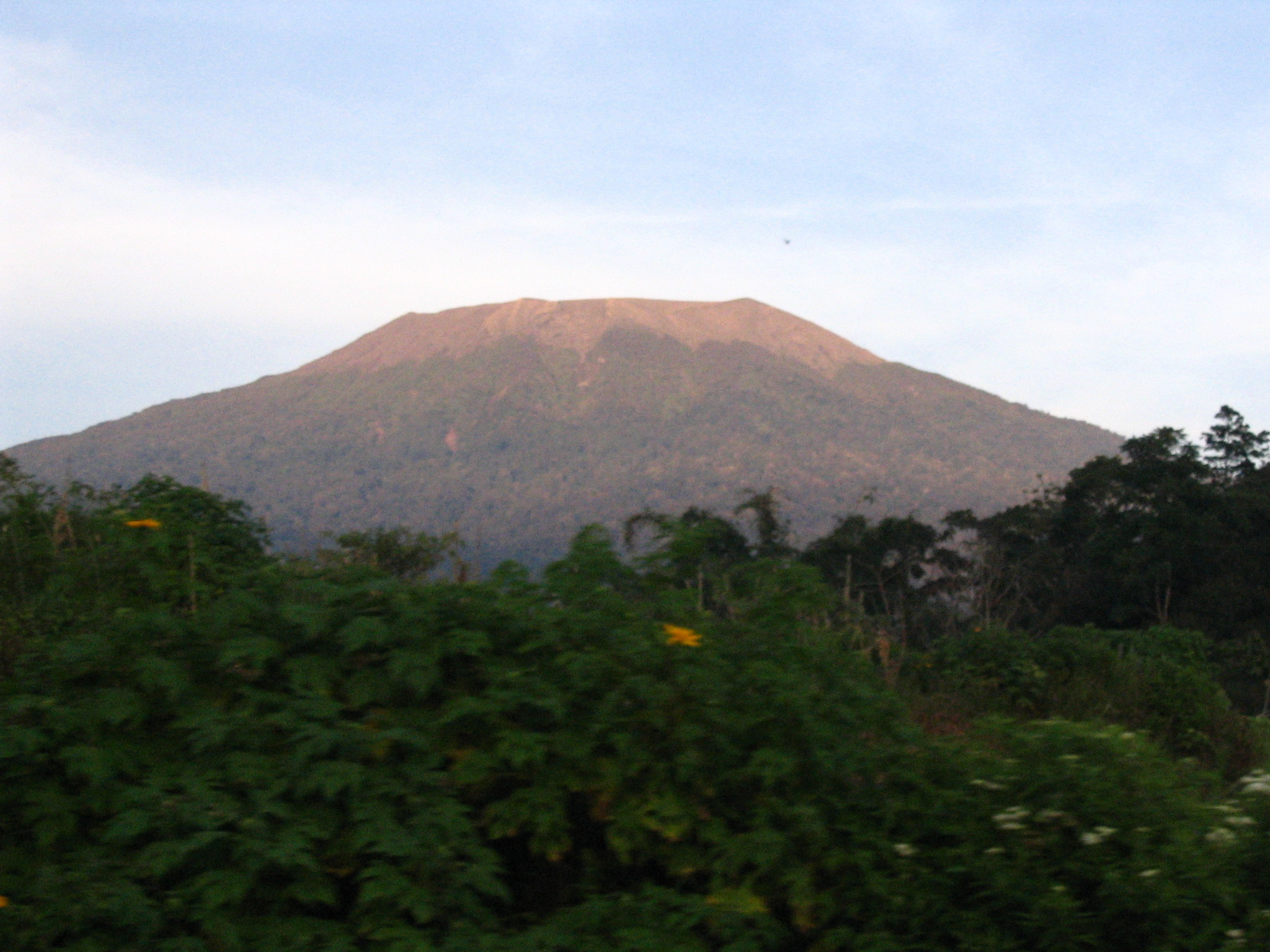
Monte Marapi.

Monte Marapi o Merapi es un volcán en la provincia de Sumatra Occidental en el archipiélago de Indonesia. Su nombre significa "Montaña de Fuego", y es uno de los volcanes más activos de Sumatra. Se encuentra ubicado en las cercanías de la ciudad de Bukittinggi. Su elevación es de 2.891.3 m s. n. m.
Existe otro volcán con el mismo nombre en la provincia de Java Central.

## Mitología
Según la leyenda, la montaña es el sitio colonizado por primera vez por el pueblo Minangkabau después de que su barco aterrizó en la montaña cuando tenía el tamaño de un huevo y estaba rodeado de agua. Hay una gran cantidad de lápidas verticales en la región que están orientadas en dirección a la montaña, lo que indica su importancia cultural.